# Константин Асен
Константѝн Тих – Асѐн е български цар, управлявал Втората българска държава от 1257 до 1277 година. След възкачването му в Търновград сключва брак с Ирина, дъщеря на никейския император Теодор II Ласкарис и внучка на Иван Асен II. С това Константин придобива правото на фамилното име Асен и установява задължителната за времето си династична връзка и с династията Асеневци.

## Произход
Константин е син на скопски благородник и български болярин на име  Тихомир, живял в началото на XIII век. Майка му е неизвестна по име дъщеря на великия жупан на Велико княжество Сърбия Стефан Неманя и на съпругата му Ана Неманич от династията на Неманичите.

## Царуване

### Възкачване на престола
През 1257 г. Константин е издигнат от българските боляри да замести на престола неуспешния Мицо Асен. В страната избухва гражданска война. Константин получава голяма подкрепа и успява да надделее в двубоя. Мицо се затваря във владенията си в Месемврия (Несебър), откъдето към 1260 – 1261 г. сключва споразумение с император Михаил VIII Палеолог, според което предава Месемврия срещу земи в областта на река Скамандър в Мала Азия и емигрира във Византия.
За да утвърди себе си като законен владетел, Константин приема името Асен, женейки се за внучката на Иван Асен II – Ирина Ласкарина Асенина, дъщеря на император Теодор II Дука Ласкарис от брака му с българската принцеса Елена Асенина. По този начин Константин Тих се свързва с Асеневци.

### Война с Унгария
Царят е впримчен и във война с унгарския крал Бела IV. Въпреки че в резултат на междуособици в Унгария Константин Тих успява да възвърне областта Северин под българския скиптър, през 1261 г. новият маджарски крал Стефан V отново откъсва тези земи от България, като също превзема Видин и Лом. Константин Тих получава помощ от руския княз Яков Светослав, който помага за отвоюването на земите от унгарците, в замяна на което бива упълномощен като автономен управник във Видин, поддържайки отношения с Унгария и България.

### Войни с Византия
Отстраняването от престола и ослепяването на малолетния никейски император Йоан IV Дука Ласкарис от Михаил VIII Палеолог през 1261 г. изправя Константин Тих, бидейки сроден с Ирина Ласкарина, срещу Михаил VIII. Това довежда до война през 1262 г. между възстановена Византия и България, която е в съюз с Йоан IV, чиято сестра е българската царица Ирина.
Инициативата първоначално е в български ръце, като войските на Константин достигат околностите на град Виза (дн. Турция), но това остава без сериозни последици. През пролетта на 1263 г. византийците начело с Михаил Дука Глава Тарханиот успяват да обърнат баланса на силите и да овладеят редица градове по Черноморието, включително Месемврия (след споразумение с конкурента на Константин Тих за престола Мицо) и Анхиало. Непосредствено след това през 1264 г. е формирана т.нар. „Странна коалиция“, между българския цар Константин Тих-Асен и татарския хан Берке, владетел на Златната орда, за да спасят султана на Иконийския султанат Иззаддин Кайкаус II от ромейски плен. Татарско-българските войски нахлуват в Източна Тракия, като достигат до град Енос, намиращ се до устието на река  Марица, където е задържан и султан Иззаддин. Обсадата се ръководи от българския цар и след споразумение със защитниците султанът е освободен, а в замяна градът е оставен непокътнат. Въпреки сравнително успешният завършек на войната, „Странната коалиция“ не подобрява българското положение в териториално и политическо отношение.
След смъртта на съпругата му Ирина през 1268 г. Константин се опитва да възстанови отношенията си с Михаил VIII Палеолог, като приема предложението му за брак с племенницата на василевса – Мария Палеологина Кантакузина. Обещаната зестра за сключения през 1269 г. брачен съюз са временно изгубените от България Месемврия (Несебър) и Анхиало (Поморие), но нарушеното обещание от страна на василевса влошава отношенията между двамата. България влиза в съюз с краля на Сицилия Шарл I Анжуйски, който подготвя поход срещу Михаил VIII с цел възстановяване на Латинската империя. Михаил отвръща на удара, омъжвайки незаконната си дъщеря Ефросина за хан Ногай от Златната орда, който през 1274 г. изпълнява поръчението на Михаил VIII и нахлува в България като византийски съюзник. Сключената от Михаил VIII уния с Рим на Втория Лионски събор допълнително изостря отношенията между България и Византия, тъй като българската царица и майка ѝ са част от византийската аристокрация, противопоставяща се на унията с Римокатолическата църква.

### Последни години
Последните години на своето управление Константин Тих Асен прекарва частично обездвижен след злощастно падане от коня си. Управляващата върхушка застава плътно зад царицата Мария Кантакузина, която коронясва своя син Михаил III Асен за съцар скоро след раждането му през 1272 г. Мария също така дирижира свалянето от власт и последвалото отравяне на видинския деспот Яков Светослав през 1276 г.
Поради проточилите се скъпи и неуспешни войни, постоянните монголо-татарски набези на Златната орда и икономическа нестабилност, през 1277 г. в царството назрява гражданска война. Ивайло става предводител на недоволните и окаяни (предимно селски) маси, получавайки власт над значителни части от страната. Константин Тих Асен се изправя с войска срещу метежника Ивайло, но претърпява поражение и бива посечен в собствената си колесница.

## Монетосечене
Монетосеченето на цар Константин Асен се отличава с разнообразието си, появата на нови иконографски типове (първото изображение на български владетел на кон) и качествена гравьорска изработка.

## Брак и потомство
Царят сключва общо три брака. Първата му съпруга е неизвестна по име българка. Константин Тих се развежда с нея, за да може да се ожени за Ирина Ласкарина Асенина, внучка на цар Иван Асен II, и по този начин да се сроди с династията на Асеневци. След смъртта ѝ през 1268 г. или 1269 г. той се жени за племенницата на Михаил VIII Палеолог – Мария Палеологина Кантакузина, от която има един син – Михаил.